# Peziza pseudoviolacea
Peziza pseudoviolacea är en svampart som beskrevs av Donadini 1979. Peziza pseudoviolacea ingår i släktet Peziza och familjen Pezizaceae.   Inga underarter finns listade i Catalogue of Life.